# لوکاس ارناندز
لوکاس فرانچونیس برنارد هرناندز (به فرانسوی: Lucas Hernández‎؛ زادهٔ ۱۴ فوریهٔ ۱۹۹۶) بازیکن فوتبال اهل فرانسه است که برای باشگاه پاریسن ژرمن بازی می‌کند.
از باشگاه‌هایی که در آن بازی کرده‌است می‌توان به باشگاه اتلتیکو مادرید و باشگاه بایرن مونیخ اشاره کرد.
وی حرفه خود را در اتلتیکو مادرید آغاز کرد و بیش از ۱۰۰ بازی با پیراهن این تیم انجام داد. او همچنین با این تیم لیگ اروپا و سوپرجام اروپا را نیز در سال ۲۰۱۸ برنده شد. او از سال ۲۰۱۸ ملی پوش تیم ملی فرانسه بوده‌است و با این تیم، موفق به فتح جام جهانی ۲۰۱۸ شده‌است. او گران‌ترین خرید تاریخ بایرن مونیخ نیز می‌باشد. برادر او نیز تئو هرناندز است که در پست مدافع چپ بازی میکند .

## حرفه باشگاهی

### اتلتیکو مادرید
وی در شهر مارسی فرانسه متولد شد. در حالی که پدرش در المپیک مارسی بازی می‌کرد، در ۱۴ سالگی به اسپانیا مهاجرت کرد
در سال ۲۰۰۷ به تیم جوانان اتلتیکو مادرید منتقل شد. در نوامبر ۲۰۱۶ توسط دیگو سیمونه برای یک بازی در لالیگا به تیم اصلی دعوت شد.
وی اولین بازی خود برای اتلتیکو مادرید را در تاریخ ۲۶ آوریل سال ۲۰۱۴ انجام داد.
در ۲۷ مارس ۲۰۱۹، اتلتیکو مادرید اعلام کرد که لوکاس این تیم را در تابستان آتی ترک خواهد کرد. اتلتیکو به وی پیشنهاد امضای قرارداد دوباره را داد اما او، ترجیح داد که به باشگاه المانی یعنی بایرن مونیخ برود. اتلتیکو اعلام کرد که بند آزادسازی وی ۸۰ میلیون یورو است. او از ناحیه زانوی راست در آخرین فصل حضورش مصدوم شد و دیگر نتوانست تا آخر فصل برای اتلتیکو مادرید بازی کند.

### بایرن مونیخ
در ۲۷ مارس ۲۰۱۹، بایرن مونیخ اعلام کرد که با مبلغ ۸۰ میلیون یورو گران‌ترین بازیکن تاریخ خود یعنی لوکاس هرناندز را خریده‌است. مدت این قرارداد ۵ سال است و تا سال ۲۰۲۴ اعتبار دارد. در ۱ ژوئیه وی رسماً بازیکن بایرن مونیخ شد و شماره پیراهن ۲۱ که پیش از آن متعلق به فیلیپ لام افسانه ای بود را بر تن خواهد کرد.

## تیم ملی
لوکاس اولین بازی ملی خود را برای تیم ملی زیر ۱۶ ساله‌های فرانسه در سال ۲۰۱۳ انجام داد. وی همچنین در تیم زیر ۱۸ و ۱۹ ساله‌ها نیز حضور داشته‌است و در قهرمانی زیر ۱۹ ساله‌های اروپا، به تیم ملی فرانسه دعوت شد.
در مارس ۲۰۱۸، توسط دیدیه دشان به تیم اصلی فرانسه دعوت شد. وی همچنین جزو لیست تیم ملی فرانسه برای حضور در جام جهانی ۲۰۱۸ بود. او در تمام بازی‌های تیمش حضور داشت و ۶ تای آنها، از شروع بازی بوده‌است.

## زندگی شخصی
پدر لوکاس، ژان فرانچونیس نیز یک فوتبالیست از تبار اسپانیایی بوده‌است و برای اتلتیکو مادرید بازی می‌کرد. برادر کوچکتر لوکاس، تئو هرناندز نیز همانند لوکاس در اتلتیکو مادرید رشد کرد و در همان پستی که لوکاس در آن است بازی می‌کند.
در ۳ فوریه ۲۰۱۷، لوکاس به خشونت در برابر نامزد خود، آملیا یورنته به دادگاه احضار شد. این دو در همان سال ازدواج کردند و هم‌اکنون صاحب یک فرزند هستند.
در مصاحبه ای با روزنامه مارکا در اکتبر ۲۰۱۸، وی اظهار داشت که تا سن ۱۲ یا ۱۳ سالگی از پدر خود خبر نداشته‌است.